# Баян-Унжуул
Баян-Унжуул (монг. Баян-Өнжүүл) — сомон аймака Туве, Монголия.
Центр сомона — посёлок Иххайрхан находится в 160 километрах от города Зуунмод и в 150 километрах от столицы страны — Улан-Батора.
Есть школа, больница, культурный и торгово-обслуживающие центры.

## География
Большую часть территории занимают горы и долины высотой 1500-2000 метров. Самая высокая точка — гора Зорголхайрхан (1668 метров). Много озёр, хотя рек встречаются не часто. Водятся дикие бараны, дикие козлы, джейраны, волки, лисы, дикие степные кошки, зайцы, тарбаганы, журавли. Растительность преимущественно полевая.
Климат резко континентальный. Средняя температура января -20°С, июля 24°С. В год в среднем выпадает 180-200 мм осадков.
Имеются запасы свинца, золота, железной руды, сырья для строительных материалов.